# François Couturier
François Couturier, (Fleury-les-Aubrais, 1950. február 5. –) francia dzsesszzongorista.

## Pályafutása
Couturier hatéves korától tanult zongorázni. Egy évvel azután, hogy 1977-ben megszerezte a klasszikus zongora- és zenetudományi diplomáját, megismerkedett Jacques Thollot-kvartett basszusgitárosával, Jean-Paul Celea-val, akivel duót hoztak létre.
1981 és 1983 között Couturier John McLaughlinnal turnézott, akivel lemezfelvételeket is készített. Idővel olyan francia dzsesszzenészekkel játszott együtt, mint André Ceccarelli, Eddy Louiss, Michel Portal, François Jeanneau és Daniel Humair. A Festival de Carthage idején, 1985-ben találkozott a tunéziai Anouar Brahem Khomsával, akivel aztán turnézott; 2001-től több ízben is.
2006-ban jelent meg „Nostalghia – A Song for Tarkovsky” című albuma. Az albumot Andrej Arszenyjevics Tarkovszkij szovjet filmrendezőnek és filmjeinek szentelték. Az album zenéjét különböző fesztiválokon is bemutatták  – először 2006-ban, Bergamo-ban. 2011-ben és 2017-ben további albumok következtek a Tarkovszkij Quartettel.
Duóban játszott Dominique Pifarély hegedűművésszel, valamint Jean-Pierre Chalet zongoraművésszel (1997). Dominique Visse kontratenorral rögzítette a „Machauttól Berióig” lemezt.

## Díjak
- 1981: Prix Django Reinhardt

## Fordítás
Ez a szócikk részben vagy egészben  a   François Couturier című angol Wikipédia-szócikk ezen változatának fordításán alapul.  Az eredeti cikk szerkesztőit annak laptörténete sorolja fel. Ez a jelzés csupán a megfogalmazás eredetét és a szerzői jogokat jelzi, nem szolgál a cikkben szereplő információk forrásmegjelöléseként.